# Mirmidonci
Mirmidonci (Μυρμιδόνες) so bili starodaven narod v grški mitologiji. V Homerjevi Iliadi so Mirmidonci skupina vojakov pod vodstvom Ahila. Za njihovega ustanovitelja velja Mirmidon, sin Zevsa. Njegovo mati je slednji zapeljal v obliki mravlje. V klasični Grščini je njihovo ime izhajalo iz besedne zveze ''mravljični ljudje'' iz besede Murmekes, kar pomeni mravlje. Takšno poimenovanje se je prvič pojavilo v Metamorfozah pesnika Ovida, kjer so Mirmidonci predstavljeni kot mravljične delavke iz Ajgine.